# زنگارد
 زنگارد  روستای بزرگی از روستاهای منطقه گوده و از توابع بخش مرکزی شهرستان بستک در غرب استان هرمزگان در جنوب ایران واقع شده‌است.
روستای «زنگارد» در دو کیلومتری جنوب روستای چاه بنارد در زیر کوه مرتفع زنگارد کوه ناخ واقع است.

## محدوده زنگارد
از شمال چاه بنارد، از جنوب رشته کوه ناخ، و از مغرب روستای بست قلات، و از سمت مشرق به روستای ایلود محدود می‌گردد.

## جمعیت
جمعیت این روستا بر اساس سرشماری سال ١٣٩۵ جمعیت آن ٢۶٣۵ نفر (٧٣٠ خانوار)
بوده‌است. که از اهل سنت و از شاخه شافعی هستند یعنی از پیروان امام محمد ادریس شافعی می‌باشند و به زبان اچمی تکلم می‌کنند.
دارای مسجد، دبستان، برق، آب لوله کشی، و ۱۵ باب آب‌انبار برکه است.
در مدخل ده چشمه کوچکی است که می‌تواند ۵۰ من ۲۰۰ کیلو بذر افکن آبیاری نماید. اما زراعتی نمی‌شود، آبش به مصرف حوض مسجد می‌ریزد.در روستای زنگارد صنعت گران بسیار ماهری بوده و هستند.
چاقوی ملای زنگارد معروف است در منطقه، هنوز هم کم و بیش می‌سازند.
روستای زنگارد دقیقاً در پایه کوه واقع شده‌است.
این روستا به کوه ناخ منتهی است.

## کوه زنگارد
کوه زنگارد که جزئی از رشته‌کوه‌های ناخ است، کوهی است پر درخت و سرسبز، سر این کوه سرسبز و زیبا از درختان گوناگون پوشیده شده و همواره مانند باغ‌های انبوه پردرخت است.
راهی است پیاده و مالرو از روستای زنگارد تا سر کوه، و از سر کوه سرازیر می‌شود به پائین به سمت جنوب کوه تا اینکه می‌رسد به کوخرد که در پشت کوه ناخ واقع است از سمت جنوب.
روستای زنگارد از طرف شمال کوه ناخ واقع شده‌است و کوخرد از طرف جنوب کوه ناخ واقع شده‌است.
زنگارد با چاه بنارد در بعضی نخلستان و زمین دیم کار مشترکند.
در بعضی سال‌ها در قله این کوه یخ نیز زده‌است. ارتفاع کوه ناخ از سطح دریا ۵۰۰۰ فوت است. در قله کوه یک چُک بلندی
است به نام «مُوچ تُورَه» یعنی ((عضمة ابن آوی)) بالعربیة.
این کوه در مشرق هم ادامه پیدا کرده تا اینکه رسیده به کوه لاور وباهم سلسله کوه‌های جنوب بیخه گوده را تشکیل داده‌اند.
و به سمت مغرب ادامه دارد.
سلسله کوه ناخ از طرف شمال دهستان کوخرد قرار دارد، از طرف مشرق سمت شمال یک جنگلزاری وجود دارد که تمام درخت‌هایش انجیر است.
این منطقه به نام انجیر دان معروف است، از سمت غربی انجیر دان رو به‌طرف شمال یک چشمه ای است به نام (تَزگُو) از سمت مشرق تزگو یک راه پُر پیچ وخم وجود دارد که به نام (گَردَنهَِ بَردِ نَمَک) معروف است.
این گردنه راه مالرو وقوافل است.
این راه مردم به قله کوه هدایت می‌کند.
در قله کوه اگر رو به طرف شمال ایستادی ((مُوچ تُورَه)) پشت سرت است و گری زامردان زیر مُوچ تُورَه قرار دارد، و کوخرد پشت سرت است از طرف جنوب، اما بیخه گوده روبرویت از طرف شمال کوه قرار دارد، و روبروی صورتت روستای زنگارد است، زیر پایت در کمر کوه و درست مقابل روستای زنگارد غار بزرگی وجود دارد که به نام (غار ذنب لاور) مشهور است.
می‌گویند سده‌ها سال پیش شخصی یا پهلوانی به نام ذنب لاور با زنجیر و بند می‌رفته در آنجا ته غار سکونت می‌گزیده‌است.

## فهرست منابع و مآخذ
- محمدیان، کوخردی، محمد.  «شهرستان بستک و بخش کوخرد»  ج۱. چاپ اول، دبی: سال انتشار ۲۰۰۵ میلادی.
- عباسی، قلی، مصطفی،  «بستک وجهانگیریه»، چاپ اول، تهران : ناشر: شرکت انتشارات جهان معاصر، سال ۱۳۷۲ خورشیدی.
- سلامی، بستکی، احمد.  (بستک در گذرگاه تاریخ)  ج۲ چاپ اول، ۱۳۷۲ خورشیدی.
- بالود، محمد.  (فرهنگ عامه در منطقه بستک)  ناشر همسایه، چاپ زیتون، انتشار سال ۱۳۸۴ خورشیدی.
- بنی عباسیان، بستکی، محمد اعظم،  «تاریخ جهانگیریه»  چاپ تهران، سال ۱۳۳۹ خورشیدی.
- الکوخردی، محمد، بن یوسف، (کُوخِرد حَاضِرَة اِسلامِیةَ عَلی ضِفافِ نَهر مِهران Kookherd, an Islamic District on the bank of Mehran River) الطبعة الثالثة، دبی: سنة ۱۹۹۷ للمیلاد.
- بختیاری، سعید،  «اتواطلس ایران» ، “ مؤسسه جغرافیایی وکارتگرافی گیتاشناسی، بهار ۱۳۸۴ خورشیدی.
- نگاره‌ها از: محمد محمدیان.
- محمد، صدیق    «تارخ فارس»   صفحه‌های (۵۰  ـ  ۵۱  ـ ۵۲  ـ ۵۳)، چاپ سال ۱۹۹۳ میلادی.
- محمدیان، کوخری، محمد، “ (به یاد کوخرد) “، ج۱. ج۲. چاپ اول، دبی: سال انتشار ۲۰۰۳ میلادی.
- اطلس گیتاشناسی استان‌های ایران [Atlas Gitashenasi Ostanhai Iran] (Gitashenasi Province Atlas of Iran)